# Furan
Il Furan è un fiume francese che scorre nel dipartimento della Loira. È un affluente della Loira.

## Geografia
La lunghezza del suo corso è di 39,1 chilometri.
Il Furan nasce a 1160 metri d'altitudine nel comune di Le Bessat nel dipartimento della Loira, a 10 chilometri a monte della città di Saint-Étienne. Esso confluisce nella Loira alla riva destra, a livello del comune di Andrézieux-Bouthéon.

### Percorso

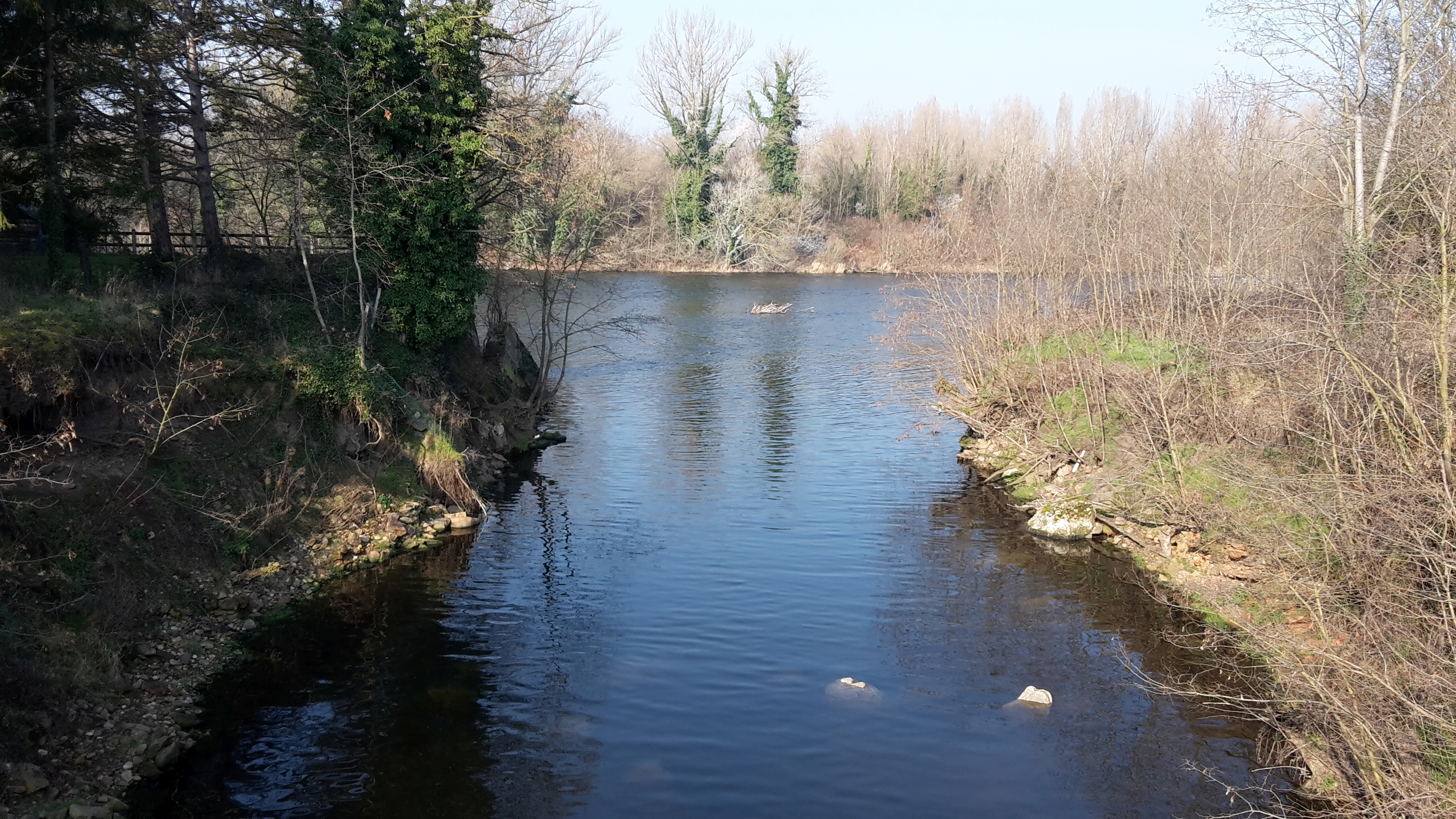
Confluenza del Furan con la Loira ad Andrézieux-Bouthéon

Il Furan parte da Le Bessat ai piedi del colle della Croix de Chaubouret e scende attraverso il ponte Souvignet in Tarantasia prima di raggiungere lo sbarramento del Passo di Riot a livello di Planfoy. Esso continua poi passando per lo sbarramento del Gouffre d'Enfer a livello di Rochetaillée e raggiunge Saint-Étienne. A partire da questo momento, il fiume passa sotto la tangenziale sud (RN 88) a livello dell'ingresso del tunnel del Rond-Point e raggiunge il quartiere della Rivière prima di passare sotto la città di Saint-Etienne a livello del Liceo Valbenoite. Il fiume esce nuovamente a cielo aperto nel nord della città vicino all'autostrada A72 nel quartiere di Montreynaud-La Terrasse a qualche centinaio di metri soltanto dallo Stadio Geoffroy-Guichard. Il Furan costeggia la città di Saint-Priest-en-Jarez verso nord e raggiunge le città di La Tour-en-Jarez e di L'Etrat. In seguito, raggiunge lo svincolo autostradale di Ratarieux (A72-Rocade ovest) e il centro di formazione dell'ASSE e attraversa l'Hôpital Nord. Costeggia l'autostrada A72 fino a La Fouillouse e poi si dirige verso Andrézieux-Bouthéon passando a nord intorno a Saint-Just-Saint-Rambert. Dopo aver attraversato il centro-città di Andrézieux, il Furan confluisce nella Loira.

### Comuni attraversati
Il Furan attraversa tredici comuni, tutti situati nel dipartimento della Loira:
- Le Bessat, Tarentaise, Saint-Genest-Malifaux, Planfoy, Saint-Étienne, Saint-Priest-en-Jarez, La Tour-en-Jarez, L'Etrat, Villars, La Fouillouse, Saint-Just-Saint-Rambert, Andrézieux-Bouthéon

## Affluenti
(rd = riva destra; rs = riva sinistra)
I suoi principali affluenti sono:
- Il Furet (rs),
- Il Chavanelet
- Il torrente delle ville
- Il torrente delle miniere
- Il Roannelet
- Il Riotord
- Il Merdary
- L'Isérable
- L'Onzon
- Il Malval

## Idrologia
Il Furan è un fiume molto abbondante, ma con una portata molto irregolare come la maggior parte dei corsi d'acqua dell'est del bacino della Loira, ma il suo corso è oggi ben regolarizzato dagli sbarramenti di Rochetaillée. Il suo Regime fluviale è detto pluvio-nivale.

### Il Furan ad Andrézieux-Bouthéon
La sua portata è stata osservata durante une periodo di 41 anni (1968-2008), ad Andrézieux-Bouthéon, località situata alla sua confluenza con la Loira. La portata media registrata è ivi di 2,42 m³/s. Il bacino del fiume è di 178 km².
Il Furan presenta delle fluttuazioni stagionali di portata poco marcate, meno ancora dopo la costruzione degli sbarramenti. Il periodo di piena è in inverno e in primavera, con una portata media mensile tra 2,49 e 3,36 m³/s, da novembre a maggio incluso (con un primo massimo in novembre e un secondo, più importante, in maggio). Dal mese di giugno, la portata cade rapidamente fino alla magra estiva che si verifica a luglio e agosto, comportando una portata media mensile che va fino a 1,56 m³/s nel mese di agosto. Ma le fluttuazioni di portata sono più pronunciate in funzione degli anni.